# Gustav-linie

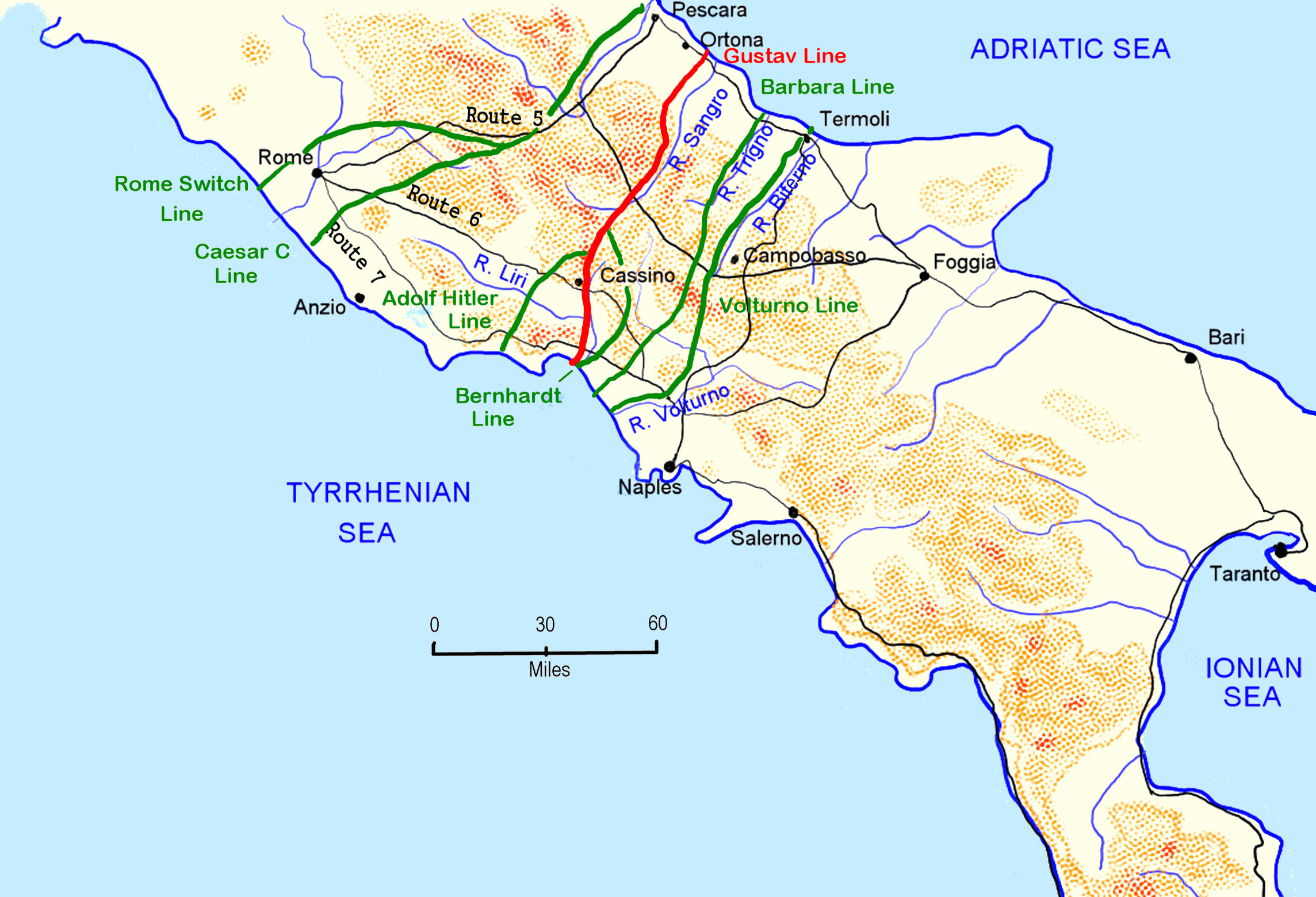
Duitse verdediging ten zuiden van Rome

De Gustav-linie was een verdedigingslinie tijdens de Tweede Wereldoorlog in Zuid-Italië.
De linie liep op 135 kilometer zuidelijk van Rome over de gehele laars, en omvatte sterkere punten bij de plaats Monte Cassino.
Het Britse 8e leger en het Amerikaanse 5e leger deden verwoede pogingen de linie te doorbreken, maar faalden daarin.
Door de winter werd de strijd verslapt, en de geallieerden planden een nieuwe aanval op de linie om zo Rome te bereiken en in te nemen.
Geallieerde troepen werden in januari 1944 aan land gezet bij Anzio, 95 kilometer noordelijk van de Gustav-linie, om de Duitsers te flankeren en in de rug aan te vallen. De Britten en Amerikanen deden in diezelfde periode verwoede pogingen Monte Cassino in te nemen, maar konden de Duitse weerstand niet breken. Ondertussen nam de druk op de geallieerden in Anzio met de dag toe en dreigde de situatie erg kritiek te worden. Poolse troepen moesten een definitieve doorbraak forceren bij Monte Cassino.  De eerste aanval mislukte, maar bij hun tweede poging wisten ze op 17 mei Monte Cassino te veroveren en een bres te slaan in de Gustav-linie ondanks zeer zware verliezen. Dit bleek een enorme strategische nederlaag voor de Duitsers, want de geallieerde troepen in Anzio konden nu eenvoudig worden ontzet.
De Duitsers verlieten de linie en trokken zich terug op Gotenstellung, die een stuk noordelijker lag. Aldaar hielden ze, mede door het invallen van een strenge winter, stand tot april 1945.